# Powiat Krems
Powiat Krems (niem. Bezirk Krems-Land) – powiat w Austrii, w kraju związkowym Dolna Austria, w rejonach Waldviertel i południowo-wschodniej części Mostviertel. Siedziba powiatu znajduje się w mieście statutarnym Krems an der Donau, które jednak do powiatu nie należy.

## Geografia
Powiat graniczy: na północy z powiatem Horn, na północnym wschodzie z powiatem Hollabrunn, na południowym wschodzie z powiatami Tulln, St. Pölten-Land i miastem statutarnym Krems an der Donau, na południowym zachodzie z powiatem Melk i na zachodzie z powiatem  Zwettl.
Północna część powiatu położona jest w lesie Gföhler Wald i Manhartsbergu. Południowe tereny leżą zaś w naddunajskiej dolinie Wachau.

## Podział administracyjny
Powiat podzielony jest na 30 gmin, w tym cztery gminy miejskie (Stadt), 20 gmin targowych (Marktgemeinde) oraz sześć gmin wiejskich (Gemeinde).
| Miasta 1. Dürnstein (792) 2. Gföhl (3792) 3. Langenlois (7582) 4. Mautern an der Donau (3417) Gminy targowe 1. Aggsbach (622) 2. Albrechtsberg an der Großen Krems (1007) 3. Furth bei Göttweig (3044) 4. Grafenegg (3279) 5. Hadersdorf-Kammern (1981) 6. Krumau am Kamp (749) 7. Lengenfeld (1406) 8. Lichtenau im Waldviertel (2056) 9. Maria Laach am Jauerling (910) 10. Mühldorf (1266) 11. Paudorf (2702) 12. Rastenfeld (1603) 13. Rossatz-Arnsdorf (1080) 14. Schönberg am Kamp (1859) 15. Senftenberg (1929) 16. Spitz (1564) 17. St. Leonhard am Hornerwald (1 114) 18. Straß im Straßertale (1785) 19. Stratzing (875) 20. Weißenkirchen in der Wachau (1405) | Gminy 1. Bergern im Dunkelsteinerwald (1329) 2. Droß (1016) 3. Gedersdorf (2136) 4. Jaidhof (1265) 5. Rohrendorf bei Krems (2100) 6. Weinzierl am Walde (1210) |
| (stan liczby mieszkańców 1 stycznia 2023) | |

## Transport
Przez powiat przebiega droga ekspresowa S33 i następujące drogi krajowe: B3 (Donau Straße), B32 (Gföhler Straße), B33 (Aggsteiner Straße), B34 (Kamptal Straße), B35 (Retzer Straße), B37 (Kremser Straße), B217 (Ottenschlager Straße) i B218 (Langenloiser Straße) oraz linia kolejowa Wiedeń – Praga.